# New Chicago
Pour les articles homonymes, voir Chicago (homonymie).
La ville de New Chicago est située dans le comté de Lake, dans l’État de l’Indiana, aux États-Unis. Sa population, qui s’élevait à 2 035 habitants lors du recensement de 2010, est estimée à 1 940 habitants en 2019. Elle est située en banlieue sud-est de Chicago (Illinois).

## Histoire
New Chicago a été établie en 1893. Un bureau de poste a ouvert en 1907 avant de fermer en 1917.

## Source
- (en) Cet article est partiellement ou en totalité issu de l’article de Wikipédia en anglais intitulé « New Chicago, Indiana » (voir la liste des auteurs).

1. ↑  (en) Ronald L. Baker, From Needmore to Prosperity : Hoosier Place Names in Folklore and History, Indiana University Press, octobre 1995, 371 p. (ISBN 978-0-253-32866-3, lire en ligne), p. 236 : « This village was platted in 1893… ».
2. ↑  (en) « Lake County », Jim Forte Postal History (consulté le 21 décembre 2014).
3. ↑  (en) « Population and Housing Unit Estimates », United States Census Bureau, 24 mai 2020 (consulté le 27 mai 2020)